# Миттельшеффольсайм
Миттельшеффольсайм (фр. Mittelschaeffolsheim) — коммуна на северо-востоке Франции в регионе Гранд-Эст (бывший Эльзас — Шампань — Арденны — Лотарингия), департамент Нижний Рейн, округ Агно-Висамбур, кантон Брюмат.
Площадь коммуны — 2,64 км², население — 490 человек (2006) с тенденцией к росту: 538 человек (2013), плотность населения — 203,8 чел/км².

## Население
Население коммуны в 2011 году составляло 531 человек, в 2012 году — 532 человека, а в 2013-м — 538 человек.
| 1962 | 1968 | 1975 | 1982 | 1990 | 1999 | 2006 | 2008 | 2011 | 2012 | 2013 |
| ---- | ---- | ---- | ---- | ---- | ---- | ---- | ---- | ---- | ---- | ---- |
| 245  | 265  | 269  | 252  | 272  | 390  | 490  | 507  | 531  | 532  | 538  |

Динамика населения:

## Экономика
В 2010 году из 355 человек трудоспособного возраста (от 15 до 64 лет) 311 были экономически активными, 44 — неактивными (показатель активности 87,6 %, в 1999 году — 83,0 %). Из 311 активных трудоспособных жителей работали 299 человек (154 мужчины и 145 женщин), 12 числились безработными (8 мужчин и 4 женщины). Среди 44 трудоспособных неактивных граждан 18 были учениками либо студентами, 19 — пенсионерами, а ещё 7 — были неактивны в силу других причин.